# Neohaltichella
Neohaltichella is een geslacht van vliesvleugeligen uit de familie van de bronswespen (Chalcididae). De wetenschappelijke naam van dit geslacht is voor het eerst geldig gepubliceerd in 1989 door T. C. Narendran.

## Soorten
Het geslacht Neohaltichella omvat de volgende soorten:
- Neohaltichella brevigena Narendran, 1989
- Neohaltichella nilgirica Narendran, 1989
- Neohaltichella nitigastra Narendran, 1989
- Neohaltichella thresiae Narendran, 1989